# Himalaja-Knöterich
Der Himalaja-Knöterich (auch: Himalaja-Bergknöterich, Himalaya-Knöterich, Vielähriger Knöterich), wissenschaftlicher Name Aconogonon polystachyum, ist eine Pflanzenart aus der Familie der Knöterichgewächse (Polygonaceae) mit Heimat im Himalaya und benachbarten Gebirgszügen Ostasiens. Die Art wurde als Zierpflanze kultiviert, wurde als Neophyt nach Europa und Nordamerika eingeschleppt und ist dort wild wachsend etabliert.

## Merkmale
Himalaja-Knöterich ist eine aufrecht wachsende, reich verzweigte ausdauernde Staude, deren Triebe gelegentlich an der Basis verholzen. Die Triebe entspringen meist zu Mehreren einem ausdauernden Wurzelstock, wodurch sich dichte Herden oder Dickichte entwickeln können. Seine Wuchshöhe ist sehr variabel, in verschiedenen Florenwerken werden Höhen von 30 Zentimeter, bis 2,5 Meter, meist ein, seltener bis zwei, Meter, angegeben. Die Triebe entspringen unterirdischen Erdsprossen (Rhizomen). Die Sprossachse ist aufrecht und reich verzweigt, sie ist schwach behaart bis kahl und meist bräunlich gefärbt, sie ist meist etwas kantig. Die Blätter besitzen, wie typisch für die Familie, eine braune bis rotbräunliche, Ochrea genannte Scheide um den angrenzenden Stängelabschnitt (Internodium) von ein bis vier Zentimeter Länge. Die Laubblätter sind in der Regel deutlich kurz gestielt bis fast sitzend. Die Blattspreite ist in der Größe variabel, meist etwa 5 bis 20, selten bis 30 Zentimeter lang und 3 bis 7 Zentimeter breit, sie ist lanzettlich und am Ende zugespitzt. Der Spreitengrund ist gerade abgestutzt bis herzförmig. Sie ist auf der Oberseite schwach behaart bis fast kahl oder nur auf den Blattadern behaart, unterseits meist dicht weichhaarig filzig behaart.
Der Blütenstand ist eine endständige reich verzweigte, rispige Thyrse. Die Einzelblüten sind weiß bis rosa oder rötlich gefärbt und 3 bis 5 Millimeter lang. Die Blütenhülle besteht meist aus fünf Perigonblättern, die etwas ungleich gestaltet sind; die äußeren drei sind größer als die beiden inneren. Sie sind länglich bis verkehrt-eiförmig. Sie sind bis zur Basis frei und nicht verwachsen. Bei Fruchtreife sind sie weder schwärzlich verfärbt noch vergrößert. Die acht Staubblätter tragen rötlich gefärbte Staubbeutel. Der Fruchtknoten ist dreikantig mit drei freien Griffeln mit kopfiger Narbe. Die bräunliche, ca. 2,5 Millimeter lange Frucht ist in die bleibende Blütenhülle eingeschlossen.
Die Art ist spät im Jahr blühend, in ihrer Heimat von Juni bis September, in Mitteleuropa meist erst von September bis Oktober. Die Blüten sind intensiv nach Vanille duftend.
Die Chromosomenzahl ist 2n = 22.

## Verbreitung
Das natürliche Verbreitungsgebiet der Art liegt im Himalaya in Indien, Pakistan, Afghanistan, Bhutan, Sikkim und Nepal, sowie in China und im Norden Myanmars. In China ist sie angegeben für den Westen des Landes, in Sichuan, Yunnan und im Autonomen Gebiet Tibet. In Europa wurde sie, zunächst adventiv, für Nordwesteuropa und die Schweiz angegeben. Inzwischen ist sie in der gesamten Schweiz eingebürgert. In Deutschland sind bisher nur wenige eingebürgerte Vorkommen in den südwestlichen Mittelgebirgen, im Schwarzwald und im Allgäu, fest etabliert, sie kommt aber vereinzelt aus Kultur verwildert weit darüber hinaus vor, diese Vorkommen gelten derzeit noch nicht als etabliert. In Polen gilt nur ein Vorkommen, im Schlosspark von Niepołcko, als fest etabliert. In England tritt die Art bisher vorwiegend subspontan an Stellen, an denen Gartenabfälle abgelagert werden, auf, ihre Etablierung wird aber als wahrscheinlich eingeschätzt.

## Standort

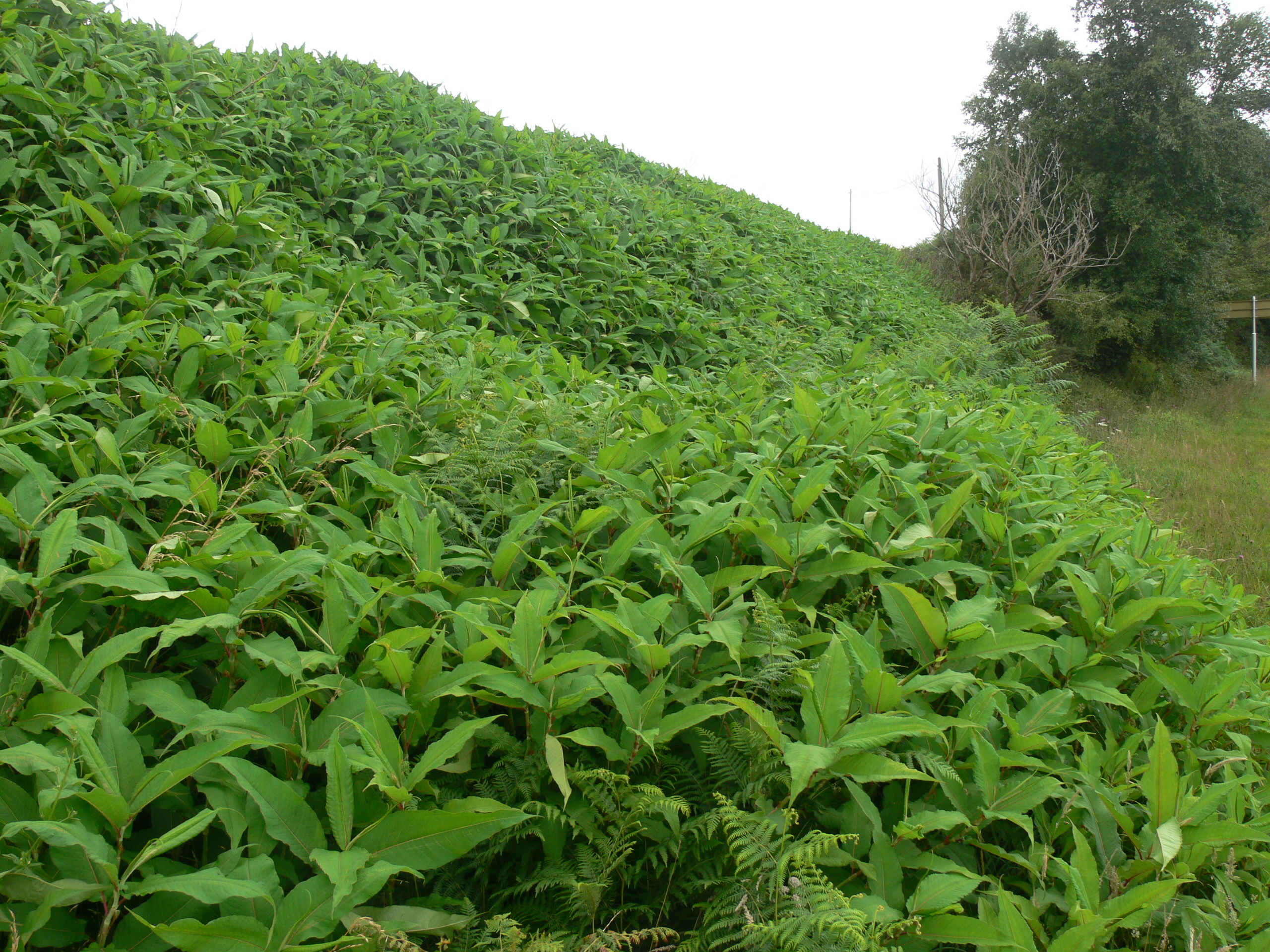
Eingebürgerter Massenbestand in Finistère (Frankreich)

Die Art wächst in ihrer Heimat im Gebirge, sie wird in China in Höhen zwischen 2200 und 4500 Meter, in Pakistan von 1500 bis 3000 Meter angegeben. Neophytische Bestände kommen in nördlicheren Breiten auch tiefer, in Alaska bis auf Meereshöhe vor. Die Art bevorzugt in Europa relativ kühle, meist luftfeuchte Standorte. Sie wird gefunden an Gewässerufern, an Wald- und Straßenrändern und an Böschungen, wo sie oft in artenarmen Reinbeständen wächst. Wie andere invasive Knötericharten vermehrt sich die Art in Europa vorwiegend vegetativ über die Rhizome, sie kommt oft nicht zur Samenreife.
Die Art ist bodenvag und kann Böden vom sauren bis in den neutralen Bereich (um pH 7) besiedeln. Sie bevorzugt klar nährstoffreiche Böden. Sie ist nur moderat schattentolerant.

## Verwendung
Der Himalaja-Knöterich wird in seiner Herkunftsregion gelegentlich phytomedizinisch verwendet. Das Kraut wird zum Beispiel bei Verdauungsbeschwerden verwendet.
Die Art wird nach wie vor gelegentlich im Gartenhandel als Zierpflanze angeboten. Wegen der Gefahr als invasiver Neophyt wird aber von ihrer Verwendung abgeraten.

## Naturschutz
Die Art gilt in der Schweiz als invasiver Neophyt und wurde als solche in die Schwarze Liste der invasiven Neophyten sowie in die Liste der Verordnung über den Umgang mit Organismen in der Umwelt (Freisetzungsverordnung) aufgenommen. Damit ist der Umgang mit der Pflanze (mit Ausnahme ihrer Bekämpfung) und der Handel mit ihr als Zierpflanze in der Schweiz verboten.
Die Art ist Bestandteil der Liste invasiver gebietsfremder Arten von unionsweiter Bedeutung der EU mit Wirksamkeit ab dem 2. August 2022. Ab diesem Zeitpunkt sind verpflichtend Maßnahmen zur Kontrolle der Art in allem EU-Ländern nötig. Ein- und Ausbringen, Befördern, Halten, Vermehren und Freisetzen sind damit verboten.

## Taxonomie und Systematik
Die Art wurde, als Polygonum polystachyum, im Jahr 1832 erstbeschrieben. Über ihre Gattungszugehörigkeit gibt es keine Einigkeit. Neben der Zuordnung zur Gattung Aconogonon (auch Aconogonum geschrieben) wird sie von anderen Taxonomen auch in den Gattungen Persicaria, Rubrivena und Koenigia geführt. Bei Zuordnung zur Gattung Persicaria bevorzugten viele Autoren den Namen Persicaria wallichii Greuter & Burdet, da es zur Kombination Persicaria polystachya (Wall. ex Meisn.) H.Gross das Homonym Persicaria polystachya Opiz gibt.
Die Gattung Aconogonon wurde 1826 von Karl Friedrich Meißner als Polygonum sect. Aconogonon eingeführt und 1837 von Ludwig Reichenbach zur eigenständigen Gattung erhoben. Die Zugehörigkeit des Himalaja-Knöterichs wurde vor allem anhand des lockeren, rispigen Blütenstands und der schief abgeschnittenen Ochrea begründet, was sie allerdings mit der Gattung Rubrivena, eingeführt als Persicaria sect. Rubrivena, gemeinsam hat.
Über die Gliederung des Tribus Persicariae in Arten war anhand morphologischer Merkmale daher keine Einigkeit zu erzielen. phylogenomische Untersuchungen, anhand des Vergleichs homologer DNA-Sequenzen, legten eine Einordnung in eine eigene Gattung Rubrivena nahe, die Schwestergruppe von Koenigia und Aconogonon zusammen wäre. Nach einer neueren Analyse erscheint eine Stellung relativ basal zu den in Aconogonon geführten Arten wahrscheinlicher; allerdings würde, den Ergebnissen zufolge, die Anerkennung der Gattung Aconogonon, auch in einer weit gefassten Abgrenzung, die Gattung Koenigia paraphyletisch machen. Die Autoren schlagen daher vor, alle Arten in eine weit gefasste Gattung Koenigia einzubeziehen, die Art müsste dann Koenigia polystachya (Wall. ex Meisn.) T.M.Schust. & Reveal heißen. In der Unionsliste wird sie als Koenigia geführt, beim BfN in FloraWeb findet sich die Art weiterhin unter Aconogonon.
In der deutschen Standardliste der Farn- und Blütenpflanzen wird sie (Stand Oktober 2018) als Aconogonon polystachyum aufgeführt.